# 20109 Alicelandis
20109 Alicelandis è un asteroide della fascia principale. Scoperto nel 1995, presenta un'orbita caratterizzata da un semiasse maggiore pari a 2,5832939 UA e da un'eccentricità di 0,2346502, inclinata di 9,26107° rispetto all'eclittica.